# Франческа да Римини (Чайковский)
Фантазия «Франческа да Римини» — симфоническая фантазия Петра Ильича Чайковского, Op. 32, основана на сюжете из «Божественной комедии» Данте («Ад», песнь 5-я), рассказывающем о трагической любви замужней юной Франчески к Паоло (младшему брату её мужа) и постигшем их возмездии. Посвящена С. И. Танееву. Музыка сочинена в 1876, впервые исполнена Н.Г. Рубинштейном 24.2 (8.3) в Москве. 

## Сюжет
Крайние разделы фантазии рисуют вихри ада и стоны грешников (уменьшённые септаккорды, интонации lamento, бурные пассажи).
В центре композиции — «рассказ Франчески» (соло кларнета) — изумительный образец выразительной, протяжённой и страстной кантилены Чайковского. Она начинается просто и печально, а затем развивается волнообразно, с секвенционными подъёмами и спадами.
Вариационное развитие темы приводит к светлому лирическому эпизоду «чтения книги» (читая книгу о рыцаре Ланцелоте, влюблённые открыли свои чувства), а затем наступает трагическая развязка.
Музыка начала создаваться лишь в конце сентября 1876 года в Байройте, партитура была закончена 5 ноября. Литературная программа, помещенная Чайковским в автографе партитуры, довольно подробно излагает содержание начала и заключительного раздела V песни, в котором представлена трагическая история любви Франчески и Паоло.
"Данте, сопутствуемый тенью Вергилия, спускается во вторую область адской бездны. Воздух здесь оглашен стенаниями, воплями и криками отчаяния. Среди могильного мрака рвется и мечется буря. Адский вихрь неистово мчится, унося в своем диком кружении души людей, разум коих помрачила в жизни любовная страсть. Из бесчисленного множества кружащихся душ человеческих внимание Данте привлекают особенно две летящие в объятиях друг друга прекрасные тени Франчески и Паоло. Потрясенный раздирающим душу видом этой юной четы теней, Данте призывает их и просит поведать, за какое преступление они подверглись столь ужасному наказанию. Тень Франчески, обливаясь слезами, рассказывает свою печальную историю. Она любила Паоло, но была против воли выдана замуж за ненавистного брата своего возлюбленного, горбатого, кривого, ревнивого тирана Римини. Узы насильственного брака не смогли исторгнуть из сердца Франчески нежную страсть к Паоло. Однажды они читали вместе роман о Ланцелоте. "Мы были одни, - рассказывает Франческа, - и читали, ничего не опасаясь. Не раз мы бледнели, и смущенные взоры наши встречались. Но одно мгновение погубило нас обоих. Когда, наконец, счастливый Ланцелот срывает первое любовное лобзание, тот, с которым уже теперь ничто не разлучит меня, прильнул губами к трепетным устам моим, и книга, раскрывшая нам впервые таинства любви, выпала из наших рук!.." В это мгновение неожиданно вошел супруг Франчески и ударом кинжала умертвил её и Паоло. И, рассказав это, Франческа в объятиях своего Паоло снова уносится неистовым и дико мятущимся вихрем. Охваченный бесконечной жалостью, Данте изнемогает, лишается чувств и падает, как мертвый ("Ад". Поэма Данте. Песнь V).